# مسجد حظیره
مسجد حظیره یا روضه محمدیه در شهر یزد، ضلع شرقی خیابان امام خمینی (محله ابر و مبارکه) واقع شده‌است.

## بانی
مسجد حظیره از اموال «حاج شمس الدین محمد بن زین الدین علیشاه میبدی» در محله ابر و مبارکه مقابل دروازه فتح یعنی محله‌ای که به پیر برج نیز شهرت داشت ساخته شد. در کتابچه موقوفات یزد محل ساخت آن به‌جای در فتح، مقابل در حظیره گفته شده‌است. حظیره محمدیه بقعه‌ای بوده‌است برای سکونت فقرا و نیز محل عبادت که در سال ۸۴۳ هجری ساخته شده‌است. مسجد قدیمی در ابتدا به شکل اتاق ساده‌ای با پوشش داخلی گچی، پشت بام و نمایی آجری بنا شده بود.

## مشخصات بنا
بنای کنونی حظیره (روضه محمدیه) و کلیه کاشیکاری‌های آن به جز سنگ مرمر منصوب در محراب از آثار جدید و تازه ساز است که ساخت آن قبل از انقلاب ایران (۱۳۵۷) آغاز شده وتا کنون ادامه دارد. مسجد مذکور دارای ۳ در ورودی است که در اصلی آن در بزرگ فلزی است که به خطوط هندسی تزئین یافته‌است. اسپر و پیشخوان و دو مناره قطور و زیبای مسجد مزین به کاشی معرق با نقوش گل و بوته اسلیمی ـ ختایی ـ ترنجی، کتیبه ثلث، فتیله پیچ شیاری یکپارچه، گلدان وطاق نما (نغول) گلچین با رگ چین آجری، خطوط کوفی بنایی (معقلی) ولوز می‌باشد. بر ترنجی‌های آن اسماء خدا و پنج تن آل عبا (ع) حک شده‌است. نمای بیرونی مسجد آجری است. کف مسجد و صحن آن با سیمان (بتن) مفروش شده‌است. مسجد صحن (میانسرا) وسیع و زیبایی دارد که در میان آن حوضی (آب‌نما) دیده می‌شود.
مسجد جدید و نوساز ضلع غربی دارای سکویی سنگ‌فرش، ستون‌های بلند و چهار گوش یکپارچه، دربهای بزرگ چوبی (مشبک رنگین) می‌باشد. داخل مسجد (تابستان‌خانه) مزین به ستونهای بلند و قطور با کاشی معرق، نقوش اسلیمی ـ ختایی، ترنجی و سقفی پوشیده با شیشه‌های رنگین و سنگ است. اضلاع جنوب شرق و شمال غربی این فضا دو اشکوبه است، طاق نماها در قسمت فوقانی مزین به خطوط ثلث می‌باشد. در غرفه‌های فوقانی و تحتانی در ضلع غربی ۱۲ پنجره فلزی وسه طاق نما با قوس جناقی دیده می‌شود و حدوداً یک متر ازاره مسجد از سنگ می‌باشد.
درضلع جنوبی بنا محراب قرار گرفته که مزین به کاشی معرق با نقوش گل و بوته اسلیمی ـ ختایی ـ ترنجی می‌باشد که در کنار این محراب آرامگاه محمد صدوقی قرار دارد.
بخش دیگر تابستان‌خانه دو اشکوبه، در ضلع شرقی آن در دو ردیف فوقانی و تحتانی پنجره‌های فلزی مشاهده می‌شود. این بخش دارای ستون‌های قطور و سقف آن مزین به خطوط کوفی بنایی (معقلی) و لوزی و گلچین و رگ چین آجری می‌باشد. گنبد و مقصوره که به خطوط کوفی بنایی (معقلی) و رسمی بندی تزئین یافته‌استوار بر ستونهایی مزین به نقوش هندسی و با قوس‌های جناقی می‌باشد.
پوشش خارجی گنبد آجری دارای قوس شبدری کند می‌باشد. نمای خارجی مزین به خطوط کوفی بنایی (معقلی) و لوز دو اشکوبه و پنجره فلزی مشبک رنگین و خط ثلث می‌باشد. ۵ مناره کوچک در قسمت بدنه مسجد واقع شده‌است. مناره‌ها با خطوط کوفی بنایی ولوز وگل چین آجر مزین شده‌است که پایه‌های آن سنگی است.
دو سنگ قبر در کنار یکدیگر در داخل مسجد وجود دارد. که بر پیشانی یکی از آنها لا اله الا الله و محمد رسول‌الله و دو بیت شعر نوشته شده‌است.